# 刀斧手

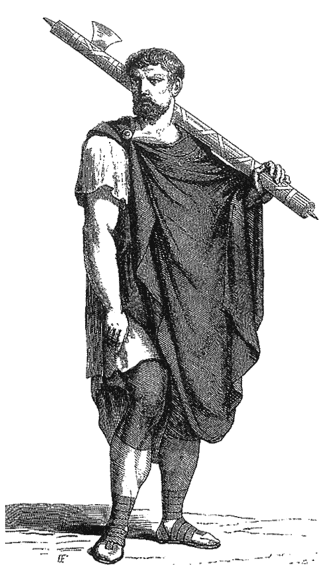
肩扛束棒的刀斧手

刀斧手（lictor，又譯侍從執法吏、利克托尔），來自拉丁文ligare，意指「束縛」，乃是羅馬文官之特殊階級的成員，帶有特殊的派定工作，隨侍羅馬共和国以及帝國，握有統治大權的長官。刀斧手通常手持束棒用于恐吓平民。刀斧手之傳統的起源，可回溯到當羅馬王政時期，可能是從他們的伊特魯里亞鄰居處所學得。

## 出身
刀斧手原本從平民中選出，然縱觀羅馬歷史的大部分，他們又似乎是自由人。但不論如何，他們確定是羅馬公民，因為他們在羅馬穿著長袍（Toga）。刀斧手必須是一位健壯體格的人，能夠從事耐體力的工作。刀斧手被免除軍事服役，并得到固定的薪資（在帝國初期，為六百謝司特爾提烏斯），而且被組織成團體。通常，都是有隨侍需要的長官挑選刀斧手，但也可能通過抽籤所決定。

## 派定工作
刀斧手的主要派定工作，是去作為握有統治大權之長官的護衛：執政官（十二位刀斧手），副執政（六位刀斧手，兩位在羅馬城內），獨裁官（在蘇拉之前為十二位，後增加至二十四位），以及有資格坐椅的市政官（兩位刀斧手）；獨裁官的代表人，騎士統領也有六位刀斧手隨侍。具備資深執政官或資深副執政之統治大權的人，也夠資格有刀斧手（刀斧手的數目是等同於他們所掌握統治大權的程度）。他們扛著且有裝飾的束著細繩的棍綑，並在在羅馬城神聖疆域之外配帶斧頭，象徵著所執行的公權力。他們跟隨著長官，不論他走到那裏，包括中樞區，長官的宅邸，神殿與浴室。刀斧手被組成以有秩序的隊伍走在被護衛的長官的前面，第一刀斧手（primus lictor）則在他的右前方，聽候命令。如果有群眾攔道或堵塞，刀斧手就需要開道且保護他們的主人安全。而當長官向群眾演講時，他們也必須站在長官旁邊。如果長官正在訪問自由市，或者向更高地位的長官報告時，被護衛的長官只能夠免除刀斧手們護衛的任務。刀斧手也具有合法的與刑事任務：聽從他們主人的命令，逮捕羅馬公民，然後處罰他們。
有時候刀斧手會受任于私人場合，特別像葬禮或政治的團結大會，這對於獲得如此護衛的公民（此處特指沒有官職之公民）而言，是城市向其致敬的表現。

## 分區刀斧手
分區刀斧手（lictor curiatus，複數：lictores curiati）乃是特殊種類的刀斧手，他們並未扛著棍束或刀斧棍綑儀仗，而且他們主要的派定工作屬宗教性質。數目約三十人，他們聽從最高祭司和羅馬高級教士的吩咐。他們出現在獻祭之時，攜帶或指引獻祭的動物到祭壇。維司塔貞女，以及司祭（Flamen），擁有被一位分區刀斧手所護衛與保護的資格。而在帝國時期，皇室家族的婦女，通常被兩位這類的刀斧手隨侍護衛。
分區刀斧手也負責召集區會議，並在其議事期間維持秩序。